# Tetrastichus tritrichia
Tetrastichus tritrichia är en stekelart som beskrevs av Saraswat 1975. Tetrastichus tritrichia ingår i släktet Tetrastichus och familjen finglanssteklar. Inga underarter finns listade i Catalogue of Life.